# Apertföreningen
Apertföreningen är en ideell förening bildad 1989. Föreningen är en patientförening inom Riksförbundet Sällsynta diagnoser och riktar sig till personer med Aperts syndrom. År 2024 hade Apertföreningen cirka 80 medlemmar.
Ett av föreningens främsta mål är att öka kunskapen om syndromet hos dem som arbetar inom sjukvård, skola och myndigheter.